# Madeleine Marzin
Madeleine Marzin (Loudéac, Francia, 21 de julio de 1908-París, 27 de mayo de 1998) fue una militante y política francesa.

## Biografía

### Orígenes y formación profesional
Nació en una familia modesta en Bretaña, continuó sus estudios hasta que obtuvo un certificado superior en 1926. Formada en la Escuela Normal de Saint-Brieuc, se convirtió en profesora en 1929 y fue asignada a París y luego a Plessis-Robinson.

### Compromiso sindical y político
En 1932 se unió a la asociación de «Bretones emancipados de París», fundada por Marcel Cachin, y al Partido Comunista.
Fue tesorera del Sindicato unitario docente del Sena entre 1933 y 1934, mostró una intensa actividad sindical.

### Resistencia
Durante la Ocupación, Marzin se involucró activamente en la resistencia, sobre todo participó en la constitución del Frente Universitario Nacional.
El 31 de mayo de 1942 , lideró, con otras mujeres, la manifestación en la calle de Buci organizada por el Partido Comunista y fue detenida al día siguiente por un inspector de las Brigadas Especiales (BS2). Condenada a muerte, luego indultada, logró escapar durante su traslado a la prisión de Rennes.
Continuó la lucha, creando comités de mujeres en Oriente, bajo la responsabilidad de Maria Rabaté. Participó en la organización de la fuga de los combatientes de la resistencia encarcelados en la prisión de La Santé y luego participó en la insurrección para liberar París.

### Funciones electivas
En 1945, Madeleine Marzin fue nombrada consejera de París y consejera general del Sena bajo el Comité de Liberación de París, hasta 1951, funciones a las que regresó en 1959 y mantuvo hasta 1971.
Mientras tanto, entre 1951 y 1958, fue elegida miembro de la Cámara de Diputados. Fue miembro de la Comisión Nacional de Educación y miembro suplente del Comité de Inmunidades Parlamentarias y se ocupó especialmente de la educación y los asuntos sociales.

## Premios
- Medalla de la Resistencia con roseta.

## Honores
Una calle en el XX Distrito de París lleva el nombre de Madeleine-Marzin.

## Familia
Madeleine Marzin tuvo cuatro hermanos, dos de los cuales fueron activistas comunistas y combatientes de la resistencia: Pierre Marzin (1904-1967), que participó en la liberación de Carhaix con una unidad FTP de Côtes-du-Nord en agosto de 1944 y Gustave Marzin (1912-1989), sobreviviente del campo de deportación de Neuengamme.